# لما
اللِمَّا (الوَطواطة) أو (سمكة الشعاع الشريطي ذو النقط الزرقاء) (الاسم العلمي: Taeniura lymma) هو نوع من فصيلة سمك الراي اللاسع تعيش في مناطق البحر الوحلية وحتى عمق 30 مترًا (100 قدم) في جميع مناطق المحيط الهندي الاستوائية وغرب المحيط الهادئ في الموائل القريبة من الشعاب المرجانية. وهي ليست السمكة المعروفة بالوَطواط في فلسطين.
تعتبر صغير الحجم نسبيًا إذ لا يزيد عرضها عن 35 سم (14 بوصة)، ولها قرص (زعنفة) بيضاوية ملساء في الغالب وعينان بارزتان كبيرتان وذيل قصير وسميك نسبيًا مع طية عميقة تحتها. يمكن التعرف عليها بسهولة من خلال نمط اللون اللافت للنظر للعديد من البقع الزرقاء الكهربائية على طبقة صفراء مع وجود زوج من الخطوط الزرقاء على الذيل.
في الليل تتبع مجموعات صغيرة من هذه الأسماك المد المرتفع على المسطحات الرملية للبحث عن اللافقاريات القاعية والأسماك العظمية المختبئة في الطمي والرواسب، وعندما ينحسر المد تتفرق الأسماك وتعود إلى المخابئ الموجودة على الشعاب المرجانية.
تكاثر هذه الأسماك بطريقة تسمى البيوضية الولودية حيث تضع الإناث أجنة تصل إلى سبعة صغار. هذه الأسماك قادرة على إصابة البشر بأشواك الذيل السامة على الرغم من أنها تفضل الفرار إذا تعرضت للتهديد. ونظرًا لجمالها وحجمها فإن سمكة اللما تحظى بشعبية لدى علماء الأحياء المائية على الرغم من كونها غير مناسب للأحواض.

## خطورتها على البشر
إن اللما أو الوطواطة ذات سلوك حذر (خجول) إتجاه البشر، ولكنها خطرة حيث إن لسعتها بأشواكها الذيلية موجعة جداً (ألمها شديد)، وذلك بسبب احتواء الاشواك الذيلية على السم.

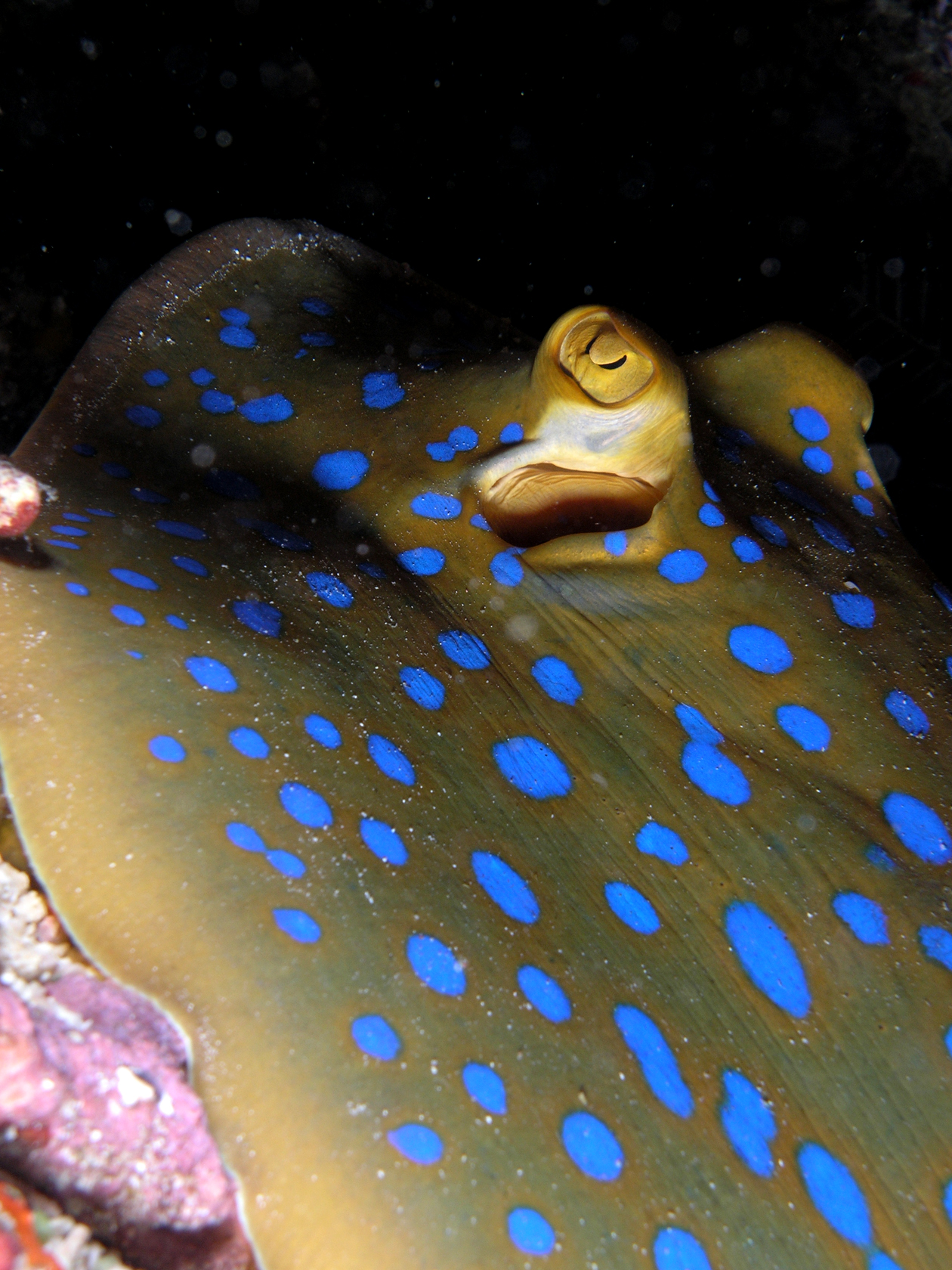
لِمَّا أو وَطواطة في حديقة كومودو الوطنية في إندونيسيا